# Noah Cottrell
Noah Cottrell, född 25 augusti 2007 i Texas, är en amerikansk skådespelare.
Cottrell har bland annat medverkat i TV-serierna Punky Brewster från 2021 och The Spiderwick Chronicles från 2023. Han har även medverkat i filmen Skyscraper från 2018.

## Filmografi (i urval)
- 2018 – Skyscraper
- 2021 – Punky Brewster (TV-serie)
- 2023 – The Spiderwick Chronicles (TV-serie)